# Шелбі (Алабама)
Шелбі (англ. Shelby) — переписна місцевість (CDP) в США, в окрузі Шелбі штату Алабама. Населення — 940 осіб (2020).

## Географія
Шелбі розташоване за координатами 33°6′25″ пн. ш. 86°35′7″ зх. д. / 33.10694° пн. ш. 86.58528° зх. д. (33.106882, -86.585403). За даними Бюро перепису населення США в 2010 році переписна місцевість мала площу 49,18 км², з яких 48,59 км² — суходіл та 0,59 км² — водойми.

## Демографія
Згідно з переписом 2010 року, у переписній місцевості мешкали 1044 особи в 401 домогосподарстві у складі 293 родин. Густота населення становила 21 особа/км². Було 452 помешкання (9/км²).
Расовий склад населення:
| - 90,4 % — білих - 6,9 % — чорних або афроамериканців - 0,2 % — корінних американців - 0,2 % — азіатів |

До двох чи більше рас належало 1,6 %. Частка іспаномовних становила 2,3 % від усіх жителів.
За віковим діапазоном населення розподілялося таким чином: 24,7 % — особи молодші 18 років, 62,0 % — особи у віці 18—64 років, 13,3 % — особи у віці 65 років та старші. Медіана віку мешканця становила 39,7 року. На 100 осіб жіночої статі у переписній місцевості припадало 101,5 чоловіків; на 100 жінок у віці від 18 років та старших — 96,5 чоловіків також старших 18 років.
Середній дохід на одне домашнє господарство становив 61 443 долари США (медіана — 45 139), а середній дохід на одну сім'ю — 68 630 доларів (медіана — 58 750). Медіана доходів становила 53 803 долари для чоловіків та 50 163 долари для жінок. За межею бідності перебувало 36,8 % осіб, у тому числі 72,8 % дітей у віці до 18 років та 22,7 % осіб у віці 65 років та старших.
Цивільне працевлаштоване населення становило 462 особи. Основні галузі зайнятості: виробництво — 35,5 %, освіта, охорона здоров'я та соціальна допомога — 26,6 %, будівництво — 9,7 %, роздрібна торгівля — 6,7 %.